# 이도현 (작가)
이도현은 대한민국의 텔레비전 드라마 작가이다. 

### 주요 작품
- 2014년 ~ 2015년 tvN 아침 일일연속극 《가족의 비밀》 ... 집필
- 2018년 ~ 2019년 MBC 저녁 일일연속극 《비밀과 거짓말》 ... 집필
- 2022년 ~ 2023년 MBC 저녁 일일연속극 《마녀의 게임》 ... 집필
- 2025년 ~ 2026년 KBS2 저녁 일일연속극 《친밀한 리플리》 ... 집필